# Segmentární společnost
Segmentární společnost je v politické antropologii a etno-sociologii taková etnická nebo domorodá společnost, která není charakterizována centrálními politickými institucemi, ale obdobnými a stejně důležitými liniemi, neboli klany. 
Společnost se skládá z několika navzájem podobných segmentů, které jsou uspořádány v liniích a mohou se dále dělit do dílčích segmentů. Jednotlivými segmenty jsou myšleny rodiny a klany uvnitř segmentární společnosti a linie, které je spojují jsou především rodinné, kulturní, či náboženské vztahy mezi těmito segmenty. Toto uspořádání umožňuje rozsáhlou samoregulaci spolupráce a řešení konfliktů bez stálé centrální politické autority. To vede k decentralizaci politické organizace. Tradičně je v takovéto společnosti starším prokazována vyšší úcta (seniorita). Vlivem podmínek jsou tyto společnosti zpravidla rovnostářské. Společnými prvky, které vázaly jednotlivé dílčí segmenty dohromady, byly např. například náboženství, rodinné svazky nebo účelové koalice. 
Tento pojem vytvořil v roce 1893 Émile Durkheim a poprvé ho použil v díle De la division du travail social. Ve 30. letech vzrůstal zájem koloniálních velmocí o průzkum takovýchto organizovaných společností. Jednou z prací opírající se o teorii segmentární společnosti jsou práce týkající se domorodých afrických kmenů, které vypracovali britští sociální antropologové Edward Evans-Pritchard a Meyer Fortes. Ve svých pracích zdůrazňovali především absenci centrálních autorit v těchto společnostech. Mezi zkoumané oblasti patřilo například Somálsko nebo afghánská Hazara. 